# 钝齿蟳
钝齿蟳（学名：Charybdis hellerii）为梭子蟹科蟳属的动物。分布于新喀里多尼亚、马来群岛、安达曼、巴基斯坦、波斯湾、红海、地中海、东非以及中国大陆的广西、广东、福建等地，生活环境为海水，主要生活于潮间带岩石岸的石块下以及水草多的积水坑中以及珊瑚礁丛中。